# 尤弗伊斯

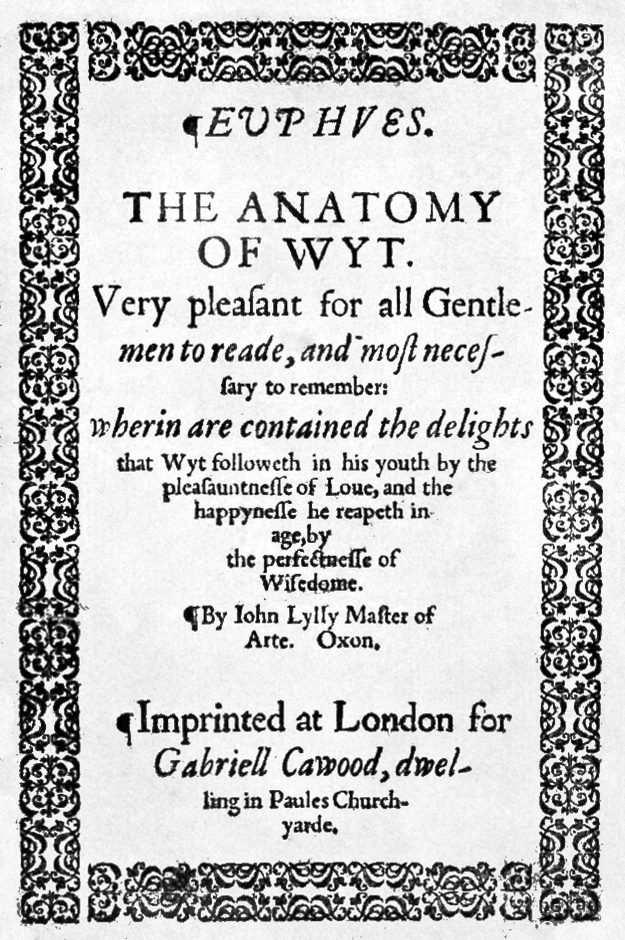
《尤弗伊斯》的扉页

《尤弗伊斯：才智之剖析》（Euphues: the Anatomy of Wit）是一部1578年出版的小说，作者为约翰·黎里。
故事第一部分《才智之剖析》情节简单。尤弗伊斯，希腊一个年轻男子，去意大利寻求生命的快乐，在那里结识了一个好友。当他的朋友介绍自己未婚妻（露西拉）给尤弗伊斯，他爱上了那个女子并打算把她抢过来。自然而然地，他们的友情破碎了。然后，那个女子离开尤弗伊斯去寻找别的爱人，尤弗伊斯和他的朋友又重拾了友情。
第二部分《尤弗伊斯和他的英格兰》（Euphues and his England），这部分是关于两个人去英格兰旅游的故事。这次，尤弗伊斯的朋友爱上一个宫女，但多次来往书信之后，他知道他还是失败了。